# 両忘協会
両忘協会（りょうぼうきょうかい、旧字体：兩忘󠄁協會）は、明治時代の初期に設立された組織を明治から昭和中期の僧侶である釈宗活が復興した禅の修行のための組織及び施設であり、東京に在った。

## 歴史

### 知的集団
両忘協会という名称は、客体と主体の観念の放擲を行うための組織、を意味する。日本の近代化が始まった明治維新の時代の初期に設立された。この頃禅の修行者であった山岡鉄舟、高橋泥舟その他の有志が、鎌倉円覚寺管長であった蒼龍窟今北洪川を招き、のちに両忘会となる坐禅会を立ち上げた。国の将来を憂え、有為の人材を養成するためである。この企画は洪川のほか、歌舞伎作家の川尻宝岑、中江兆民らを惹きつけた。なお、洪川は会の名誉総裁ではあったが、創設者ではない。
仏教と坐禅の研鑽のための知的集団を形成することとなった。会則は以下のようなものであった。
会員は、政事と俗事以外のことなら何を論じてもよい。
米飯、酒、三鉢の野菜のみの食事とする。
正直かつ礼儀正しくあるべし。
新参者は、既存の会員の導きを受け、毎月、会員の誓願を堅持すること。

### 居士禅
両忘協会は、釈宗演の法嗣である釈宗活によって復興された。読みは、新しい漢字の読み方に従って、りょうぼうきょうかい、あるいはりょうぼうかいとなった。宗活は両忘庵の名を楞迦窟宗演から与えられた。宗活は両忘会を一般人に開放し、かつては僧侶に限られていた印可を一般人の修行者にも与えることとした。
1906年、宗活はのちに彼の跡を継ぐ2人の後継者である曹溪庵佐々木指月と後藤瑞巌を含む数人の学生とともに渡米した。サンフランシスコのサッター通りに新たな支部を設けた。このことは在家の仏教徒を惹きつけ、おそらくは西洋世界中の禅道場運営の形式に影響を与えた。宗活は4年間滞米し、あとに佐々木指月のみを残して帰国した。

### 人間禅教団
宗活は、耕雲庵立田英山、一夢庵大峽竹堂、後藤瑞巌、そして曹溪庵佐々木指月に法を継がせた。 耕雲庵は人間禅、すなわち禅による人間精神の教化を開始した。人間禅教団の使命は、「地上に楽園を出現させること」であり、法を伝えるために法を伝えることを主な目的とする伝統的な禅仏教とは本質的に異なると自認する。人間禅教団は16の会派と16の禅道場を持ち、耕雲庵の跡を継ぐ12の禅指導者を持つ。

## 機関誌
- 道友 財團法人兩忘協會、1920年代-
- 凡夫禅 凡夫禅発行所、1946-